# Mongolia International 2022
Die Mongolia International 2022 im Badminton fanden vom 16. bis zum 21. August 2022 in Ulaanbaatar statt.

## Sieger und Platzierte
| Disziplin    | Gold                         | Silber                        | Bronze                                             |
| ------------ | ---------------------------- | ----------------------------- | -------------------------------------------------- |
| Herreneinzel | Lin Chun-yi                  | Su Li-yang                    | Riku Hatano                                        |
| Herreneinzel | Lin Chun-yi                  | Su Li-yang                    | Son Wan-ho                                         |
| Dameneinzel  | Sri Fatmawati                | Ester Nurumi Tri Wardoyo      | Pornpicha Choeikeewong                             |
| Dameneinzel  | Sri Fatmawati                | Ester Nurumi Tri Wardoyo      | Pitchamon Opatniputh                               |
| Herrendoppel | Ayato Endo Yuta Takei        | Takuto Inoue Kenya Mitsuhashi | Nur Mohd Azriyn Ayub Low Juan Shen                 |
| Herrendoppel | Ayato Endo Yuta Takei        | Takuto Inoue Kenya Mitsuhashi | Chaloempon Charoenkitamorn Nanthakarn Yordphaisong |
| Damendoppel  | Seong Seung-yeon Yoon Min-ah | Kim Hye-rin Seong Ji-yeong    | Katharina Fink Yasmine Hamza                       |
| Damendoppel  | Seong Seung-yeon Yoon Min-ah | Kim Hye-rin Seong Ji-yeong    | Park Min-ji Song Hyeon-joo                         |
| Mixed        | Choi Hyun-beom Yoon Min-ah   | Ki Dong-ju Kim Hye-rin        | Sumiya Nihei Minami Asakura                        |
| Mixed        | Choi Hyun-beom Yoon Min-ah   | Ki Dong-ju Kim Hye-rin        | Park Byeong-hun Seong Seung-yeon                   |